# Élections législatives de 1962 dans la Loire
Les élections législatives françaises de 1962 se déroulent les 18 et 25 novembre 1962. Dans le département de la Loire, sept députés sont à élire dans le cadre de sept circonscriptions.

## Élus
| Circonscription | Député sortant                         | Parti | Parti | Député élu ou réélu       | Parti | Parti   |
| --------------- | -------------------------------------- | ----- | ----- | ------------------------- | ----- | ------- |
| 1re             | Jean-Louis Chazelle                    |       | MRP   | Alexandre de Fraissinette |       | Radsoc  |
| 2e              | Lucien Neuwirth                        |       | UNR   | Lucien Neuwirth           |       | UNR-UDT |
| 3e              | Émile Hémain suppléant d'Antoine Pinay |       | CNIP  | André Chazalon            |       | MRP     |
| 4e              | Eugène Claudius-Petit                  |       | UDSR  | Théo Vial-Massat          |       | PCF     |
| 5e              | Paul Pillet                            |       | UDSR  | Paul Pillet               |       | CD      |
| 6e              | Georges Bidault                        |       | MRP   | Paul Rivière              |       | UNR-UDT |
| 7e              | Michel Jacquet                         |       | CNIP  | Michel Jacquet            |       | CNIP    |

## Résultats

### Résultats à l'échelle du département
| Parti          | Parti                                          | Premier tour | Premier tour | Second tour | Second tour | Sièges |
| Parti          | Parti                                          | Voix         | %            | Voix        | %           | Sièges |
| -------------- | ---------------------------------------------- | ------------ | ------------ | ----------- | ----------- | ------ |
|                | Centre national des indépendants et paysans    | 37 129       | 14,38        | 18 825      | 6,91        | 1      |
|                | Mouvement républicain populaire                | 22 345       | 8,65         | 30 927      | 11,35       | 1      |
|                | Centre républicain                             | 18 612       | 7,21         | 10 676      | 3,92        | 0      |
|                | Centre démocratique                            | 14 421       | 5,58         | 18 830      | 6,91        | 1      |
|                | Centre démocratique                            | 92 507       | 35,82        | 79 258      | 29,10       | 3      |
|                |                                                |              |              |             |             |        |
|                | Union pour la nouvelle République (UDT)        | 63 244       | 24,49        | 83 529      | 30,61       | 2      |
|                | Majorité présidentielle                        | 63 244       | 24,49        | 83 529      | 30,61       | 2      |
|                |                                                |              |              |             |             |        |
|                | Parti communiste français                      | 51 246       | 19,84        | 36 602      | 13,44       | 1      |
|                | Parti radical                                  | 23 393       | 9,06         | 56 975      | 20,92       | 1      |
|                | Section française de l'Internationale ouvrière | 17 217       | 6,67         | 16 019      | 5,88        | 0      |
|                | Parti socialiste unifié                        | 9 176        | 3,55         | Retrait     | Retrait     | 0      |
|                | Divers                                         | 789          | 0,31         |             |             | 0      |
|                | Union et fraternité française                  | 669          | 0,26         | 0           |             |        |
|                |                                                |              |              |             |             |        |
| Inscrits       | Inscrits                                       | 408 132      | 100,00       | 408 133     | 100,00      | 7      |
| Abstentions    | Abstentions                                    | 142 990      | 35,04        | 127 593     | 31,26       |        |
| Votants        | Votants                                        | 265 142      | 64,96        | 280 540     | 68,74       |        |
| Blancs et nuls | Blancs et nuls                                 | 6 901        | 2,6          | 8 157       | 2,91        |        |
| Exprimés       | Exprimés                                       | 258 241      | 97,4         | 272 383     | 97,09       |        |

### Résultats par circonscription

#### Première circonscription (Saint-Étienne-Nord)
| Candidat       | Candidat                      | Parti          | Premier tour | Premier tour | Second tour | Second tour |  |
| Candidat       | Candidat                      | Parti          | Voix         | %            | Voix        | %           |  |
| -------------- | ----------------------------- | -------------- | ------------ | ------------ | ----------- | ----------- |  |
|                | Alexandre de Fraissinette élu | Radsoc         | 9 444        | 27,3         | 24 238      | 67,47       |  |
|                | Marcel Thibaud                | PCF            | 8 564        | 24,76        | Retrait     | Retrait     |  |
|                | Stéphane Rosaz                | UNR-UDT        | 7 437        | 21,5         | 11 685      | 32,53       |  |
|                | Jean-Louis Chazelle sortant   | MRP            | 5 011        | 14,49        | Retrait     | Retrait     |  |
|                | Auguste Routier               | SFIO           | 1 905        | 5,51         | Retrait     | Retrait     |  |
|                | Marc Coste                    | PSU            | 1 444        | 4,17         |             |             |  |
|                | Maurice Peyrache              | Divers         | 789          | 2,28         |             |             |  |
|                |                               |                |              |              |             |             |  |
| Inscrits       | Inscrits                      | Inscrits       | 55 876       | 100,00       | 55 876      | 100,00      |  |
| Abstentions    | Abstentions                   | Abstentions    | 20 733       | 37,11        | 19 084      | 34,15       |  |
| Votants        | Votants                       | Votants        | 35 143       | 62,89        | 36 792      | 65,85       |  |
| Blancs et nuls | Blancs et nuls                | Blancs et nuls | 549          | 1,56         | 869         | 2,36        |  |
| Exprimés       | Exprimés                      | Exprimés       | 34 594       | 98,44        | 35 923      | 97,64       |  |

#### Deuxième circonscription (Saint-Étienne-Sud)
| Candidat       | Candidat                      | Parti          | Premier tour | Premier tour | Second tour | Second tour |  |
| Candidat       | Candidat                      | Parti          | Voix         | %            | Voix        | %           |  |
| -------------- | ----------------------------- | -------------- | ------------ | ------------ | ----------- | ----------- |  |
|                | Lucien Neuwirth sortant réélu | UNR-UDT        | 16 119       | 38,82        | 23 284      | 54,43       |  |
|                | Michel Olagnier               | PCF            | 9 471        | 22,81        | Retrait     | Retrait     |  |
|                | Jean-Eugène Violet            | CNIP           | 6 402        | 15,42        | Retrait     | Retrait     |  |
|                | Michel Soulié                 | Radsoc         | 5 322        | 12,82        | 19 491      | 45,57       |  |
|                | Michel Durafour               | CR             | 4 205        | 10,13        | Retrait     | Retrait     |  |
|                |                               |                |              |              |             |             |  |
| Inscrits       | Inscrits                      | Inscrits       | 67 084       | 100,00       | 67 084      | 100,00      |  |
| Abstentions    | Abstentions                   | Abstentions    | 24 716       | 36,84        | 22 408      | 33,4        |  |
| Votants        | Votants                       | Votants        | 42 368       | 63,16        | 44 676      | 66,6        |  |
| Blancs et nuls | Blancs et nuls                | Blancs et nuls | 849          | 2            | 1 901       | 4,26        |  |
| Exprimés       | Exprimés                      | Exprimés       | 41 519       | 98           | 42 775      | 95,74       |  |

#### Troisième circonscription (Saint-Chamond)
| Candidat       | Candidat             | Parti          | Premier tour | Premier tour | Second tour | Second tour |  |
| Candidat       | Candidat             | Parti          | Voix         | %            | Voix        | %           |  |
| -------------- | -------------------- | -------------- | ------------ | ------------ | ----------- | ----------- |  |
|                | André Chazalon élu   | MRP            | 9 988        | 24,81        | 18 490      | 43,72       |  |
|                | Henri Rey-Hermé      | UNR-UDT        | 9 141        | 22,71        | 13 221      | 31,26       |  |
|                | Émile Hémain sortant | CNIP           | 7 995        | 19,86        | Retrait     | Retrait     |  |
|                | Jean Reymond         | PCF            | 7 072        | 17,57        | 10 579      | 25,02       |  |
|                | Guy Payre            | PSU            | 3 586        | 8,91         | Retrait     | Retrait     |  |
|                | Jérémie Decot        | SFIO           | 2 469        | 6,13         | Retrait     | Retrait     |  |
|                |                      |                |              |              |             |             |  |
| Inscrits       | Inscrits             | Inscrits       | 61 862       | 100,00       | 61 862      | 100,00      |  |
| Abstentions    | Abstentions          | Abstentions    | 20 367       | 32,92        | 18 438      | 29,81       |  |
| Votants        | Votants              | Votants        | 41 495       | 67,08        | 43 424      | 70,19       |  |
| Blancs et nuls | Blancs et nuls       | Blancs et nuls | 1 244        | 3            | 1 134       | 2,61        |  |
| Exprimés       | Exprimés             | Exprimés       | 40 251       | 97           | 42 290      | 97,39       |  |

#### Quatrième circonscription (Firminy)
| Candidat       | Candidat                      | Parti          | Premier tour | Premier tour | Second tour | Second tour |  |
| Candidat       | Candidat                      | Parti          | Voix         | %            | Voix        | %           |  |
| -------------- | ----------------------------- | -------------- | ------------ | ------------ | ----------- | ----------- |  |
|                | Théo Vial-Massat élu          | PCF            | 9 850        | 28,62        | 14 594      | 38,7        |  |
|                | Eugène Claudius-Petit sortant | CR             | 7 750        | 22,52        | 10 676      | 28,31       |  |
|                | Pierre Louis                  | MRP            | 7 346        | 21,35        | 12 437      | 32,98       |  |
|                | Jean Basset                   | UNR-UDT        | 4 375        | 12,71        | Retrait     | Retrait     |  |
|                | Claudius Volle                | SFIO           | 2 814        | 8,18         | Retrait     | Retrait     |  |
|                | René Meillant                 | PSU            | 2 280        | 6,63         | Retrait     | Retrait     |  |
|                |                               |                |              |              |             |             |  |
| Inscrits       | Inscrits                      | Inscrits       | 52 770       | 100,00       | 52 769      | 100,00      |  |
| Abstentions    | Abstentions                   | Abstentions    | 17 341       | 32,86        | 14 144      | 26,8        |  |
| Votants        | Votants                       | Votants        | 35 429       | 67,14        | 38 625      | 73,2        |  |
| Blancs et nuls | Blancs et nuls                | Blancs et nuls | 1 014        | 2,86         | 918         | 2,38        |  |
| Exprimés       | Exprimés                      | Exprimés       | 34 415       | 97,14        | 37 707      | 97,62       |  |

#### Cinquième circonscription (Roanne)
| Candidat       | Candidat                  | Parti          | Premier tour | Premier tour | Second tour | Second tour |  |
| Candidat       | Candidat                  | Parti          | Voix         | %            | Voix        | %           |  |
| -------------- | ------------------------- | -------------- | ------------ | ------------ | ----------- | ----------- |  |
|                | Paul Pillet sortant réélu | CD             | 14 421       | 40,64        | 18 830      | 49,35       |  |
|                | Paul Racodon              | UNR-UDT        | 8 391        | 23,64        | 7 899       | 20,7        |  |
|                | Jean Diat                 | PCF            | 8 090        | 22,8         | 11 429      | 29,95       |  |
|                | Gabriel Langlois          | SFIO           | 2 720        | 7,66         | Retrait     | Retrait     |  |
|                | Eugène Cancel             | UFD            | 1 866        | 5,26         | Retrait     | Retrait     |  |
|                |                           |                |              |              |             |             |  |
| Inscrits       | Inscrits                  | Inscrits       | 59 358       | 100,00       | 59 358      | 100,00      |  |
| Abstentions    | Abstentions               | Abstentions    | 22 823       | 38,45        | 20 117      | 33,89       |  |
| Votants        | Votants                   | Votants        | 36 535       | 61,55        | 39 241      | 66,11       |  |
| Blancs et nuls | Blancs et nuls            | Blancs et nuls | 1 047        | 2,87         | 1 083       | 2,76        |  |
| Exprimés       | Exprimés                  | Exprimés       | 35 488       | 97,13        | 38 158      | 97,24       |  |

#### Sixième circonscription (Feurs)
| Candidat       | Candidat         | Parti          | Premier tour | Premier tour | Second tour | Second tour |  |
| Candidat       | Candidat         | Parti          | Voix         | %            | Voix        | %           |  |
| -------------- | ---------------- | -------------- | ------------ | ------------ | ----------- | ----------- |  |
|                | Paul Rivière élu | UNR-UDT        | 7 696        | 24,34        | 16 351      | 50,51       |  |
|                | Ennemond Thoral  | SFIO           | 7 309        | 23,12        | 16 019      | 49,49       |  |
|                | Charles Gallet   | CR             | 6 657        | 21,06        | Retrait     | Retrait     |  |
|                | Léon Coquard     | CNIP           | 6 118        | 19,35        | Retrait     | Retrait     |  |
|                | Albert Ressicaud | PCF            | 3 164        | 10,01        | Retrait     | Retrait     |  |
|                | Paul d'Erfurth   | UFF            | 669          | 2,12         |             |             |  |
|                |                  |                |              |              |             |             |  |
| Inscrits       | Inscrits         | Inscrits       | 47 702       | 100,00       | 47 703      | 100,00      |  |
| Abstentions    | Abstentions      | Abstentions    | 15 212       | 31,89        | 13 959      | 29,26       |  |
| Votants        | Votants          | Votants        | 32 490       | 68,11        | 33 744      | 70,74       |  |
| Blancs et nuls | Blancs et nuls   | Blancs et nuls | 877          | 2,7          | 1 374       | 4,07        |  |
| Exprimés       | Exprimés         | Exprimés       | 31 613       | 97,3         | 32 370      | 95,93       |  |

#### Septième circonscription (Montbrison)
| Candidat       | Candidat                     | Parti          | Premier tour | Premier tour | Second tour | Second tour |  |
| Candidat       | Candidat                     | Parti          | Voix         | %            | Voix        | %           |  |
| -------------- | ---------------------------- | -------------- | ------------ | ------------ | ----------- | ----------- |  |
|                | Michel Jacquet sortant réélu | CNIP           | 16 614       | 41,16        | 18 825      | 43,62       |  |
|                | Claude Brouillet             | UNR-UDT        | 10 085       | 24,99        | 11 089      | 25,69       |  |
|                | Armand Bazin                 | Radsoc         | 8 627        | 21,37        | 13 246      | 30,69       |  |
|                | Christophe Alexandre         | PCF            | 5 035        | 12,47        | Retrait     | Retrait     |  |
|                |                              |                |              |              |             |             |  |
| Inscrits       | Inscrits                     | Inscrits       | 63 480       | 100,00       | 63 481      | 100,00      |  |
| Abstentions    | Abstentions                  | Abstentions    | 21 798       | 34,34        | 19 443      | 30,63       |  |
| Votants        | Votants                      | Votants        | 41 682       | 65,66        | 44 038      | 69,37       |  |
| Blancs et nuls | Blancs et nuls               | Blancs et nuls | 1 321        | 3,17         | 878         | 1,99        |  |
| Exprimés       | Exprimés                     | Exprimés       | 40 361       | 96,83        | 43 160      | 98,01       |  |